# برگ‌دونده‌ها
کنه‌های شکارگر یا کنه‌های شکارگر برگ‌دونده (نام علمی: Phytoseius) نام یک سرده از تیره برگ‌دوندگان است.